# Очікувана середня тривалість життя
| 80-85 77,5-80 75-77,5 72,5-75 70-72,5 67,5-70 65-67.5 | 60-65 55-60 50-55 45-50 40-45 <40 |

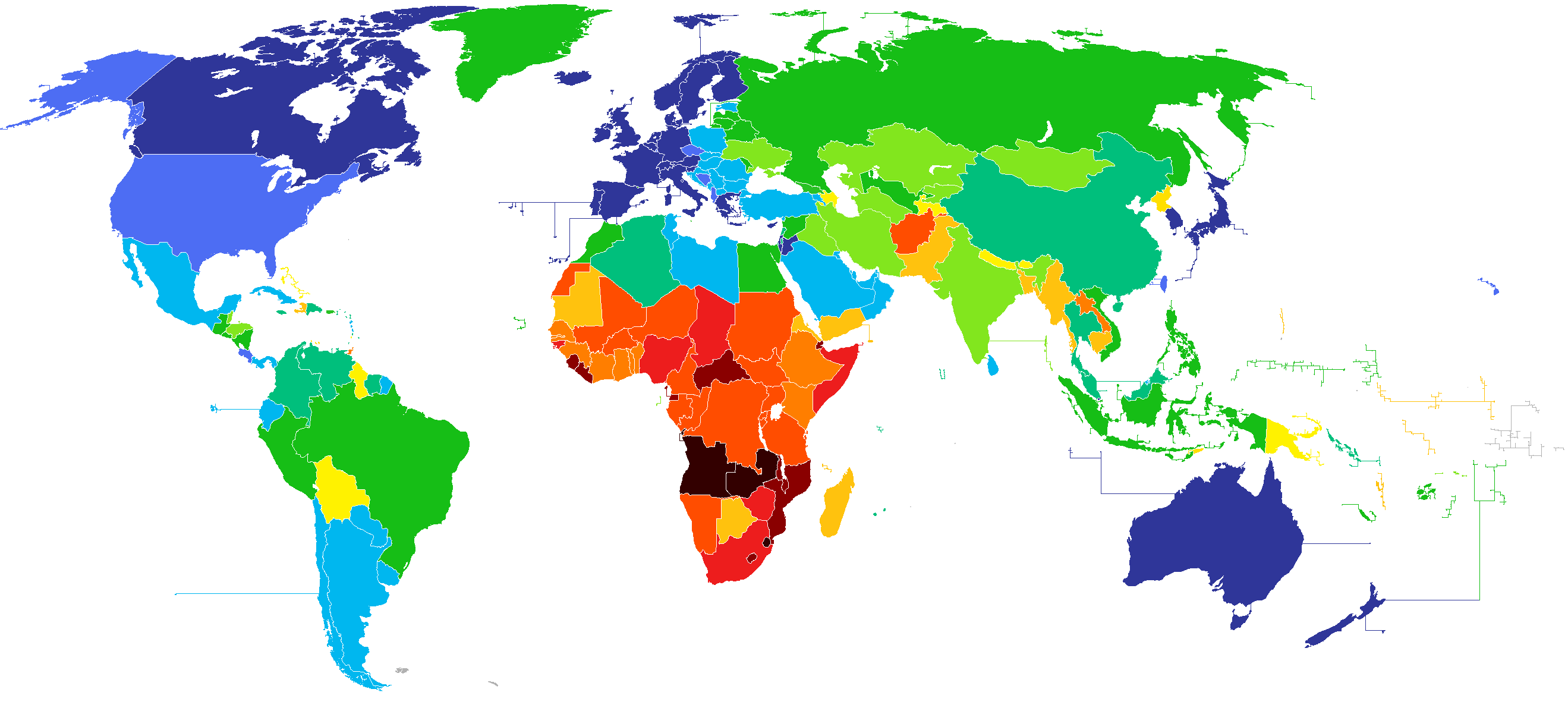
Очікувана середня тривалість життя у роках:

Очікувана середня тривалість життя — демографічний передбачуваний статистичний показник, що показує усереднений очікуваний проміжок між народженням і смертю для певного покоління. Являє собою узагальнене визначення смертності. У демографії використовують низку середніх характеристик, які розраховують у межах таблиць смертності, серед яких цей показник є найуживанішим. Позначається ex.

## Історія
Очікувана середня тривалість життя людини 2016 року становила 69 років; для чоловіків — 67 років, для жінок — 71,1 року. Розвиток цивілізації повсякчас сприяв розвиткові охорони здоров'я, поліпшенню побутових умов, що вплинуло на середню тривалість життя. У Стародавньому Римі та Стародавній Греції вона не перевищувала 25 років, у часи середньовіччя — 32 роки. Звичайно, на ці показники дуже впливала статистика високого рівня дитячої смертності помножена на велику народжуваність. Вони в жодному разі не заперечують існування в давнину такої вікової групи, як літні люди. Античний філософ Платон дожив до 80 років, митець епохи Відродження, Тіціан — майже до 100, у нові часи Йоганн Гете та Ісаак Ньютон перетнули вікову межу у 80 років. На початку 1950-х років у розвинених країнах середня тривалість життя становила 71,4 року, у країнах, що розвиваються — 52,7 року; у 1970-х роках — відповідно 73,1 та 56,6 року. Різниця у тривалості життя між різними типами країн і в різних регіонах поступово зменшується.

## Географія
| Країна       | Роки |
| ------------ | ---- |
| Монако       | 89,4 |
| Японія       | 85,3 |
| Сінгапур     | 85,2 |
| Макао        | 84,6 |
| Сан-Марино   | 83,3 |
| …            | …    |
| Есватіні     | 52,1 |
| Габон        | 52,1 |
| Афганістан   | 51,7 |
| Гвінея-Бісау | 51,0 |
| Чад          | 50,6 |

Найвищий показник середньої тривалості життя чоловіків і жінок на початок тисячоліття був серед розвинених країн: Японія (77 і 83 роки відповідно), Ісландія (77 і 81), Швеція (76 і 81); найнижчий серед африканських країн: Замбія (37 років). Лише в Індії, Пакистані, Бангладеш, Іраку, Непалі, Бутані, Буркіна-Фасо, Папуа — Новій Гвінеї тривалість життя жінок значно менша, ніж у чоловіків.
|          | Африка | Америка | Азія (без Росії) | Європа (без Росії) | Океанія | Світ |
| -------- | ------ | ------- | ---------------- | ------------------ | ------- | ---- |
| Чоловіки | 52     | 70      | 65               | 70                 | 72      | 65   |
| Жінки    | 55     | 76      | 68               | 78                 | 76      | 69   |

Середня очікувана тривалість життя в країнах світу, 2007 рік
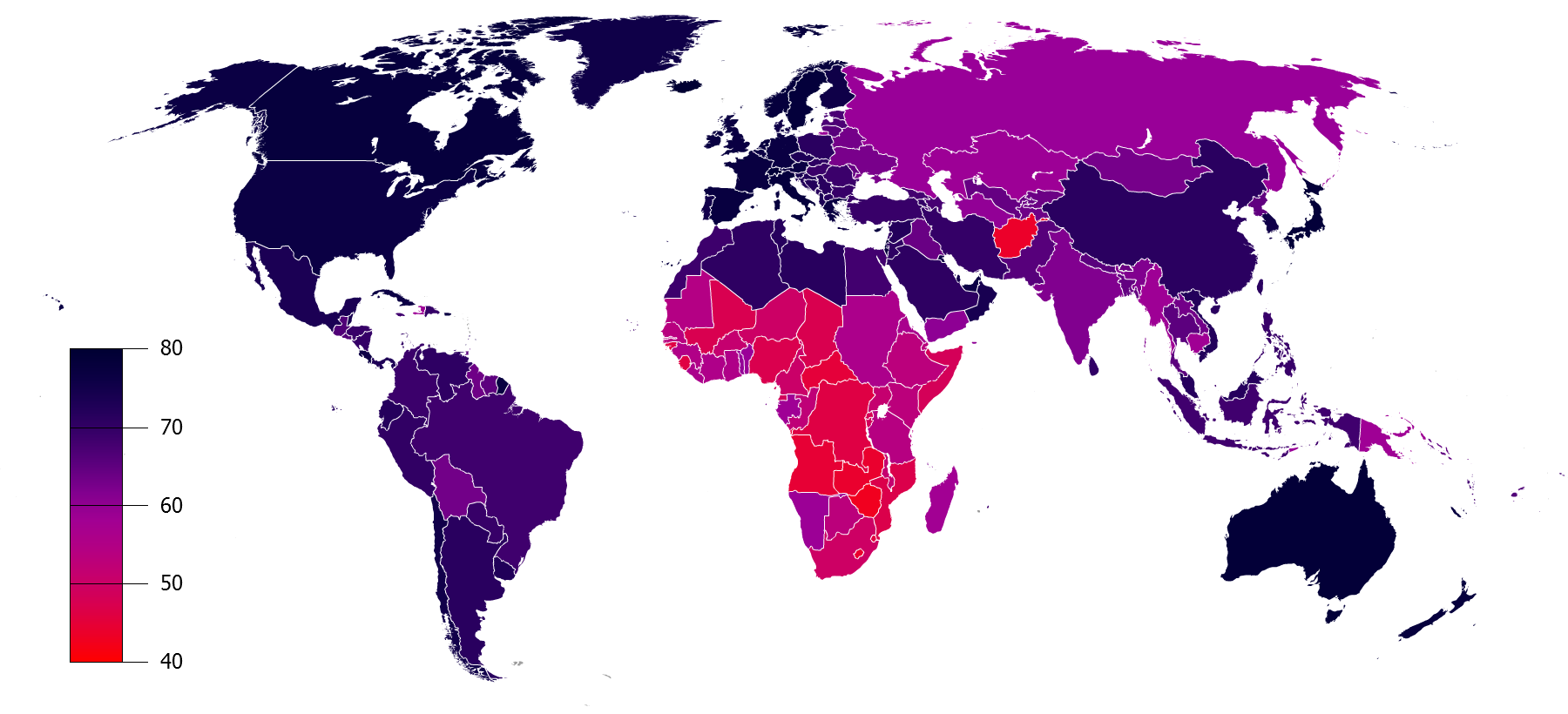
Чоловіків
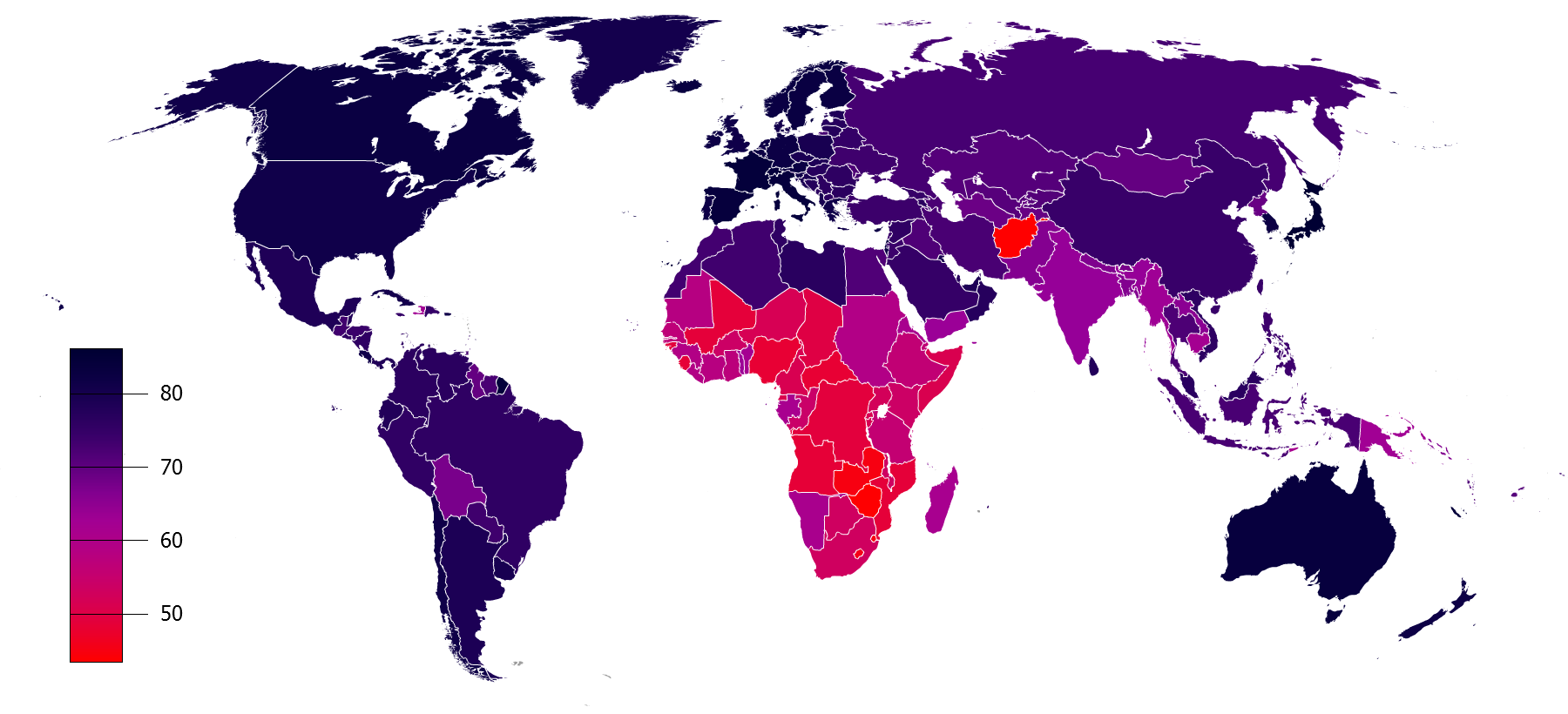
Жінок

### Україна
Середня очікувана тривалість життя на території губерній Російської імперії, куди входила більша частина території України, становила у 1838—1850 роках приблизно 26 років (чоловіки — 24,6 року, жінки — 27,0 року).
У 1896—1897 роках середня тривалість життя в українських губерніях становила для чоловіків — 35,9 року, для жінок — 36,9 року, що на 4 роки більше, ніж у середньому по європейській частині Росії (31,3 і 33,4 року, відповідно).
У 1950 р. тривалість життя в Україні становила 61,3 роки у чоловіків і 69,7 років у жінок, то у 1955 р. вона відповідно становила 65,4 роки і 72,2 роки, а у 1960 р. — 67,4 роки у чоловіків і 73,9 років у жінок, у 1965 р. — 67,9 років у чоловіків і 74,6 років у жінок. Середня очікувана тривалість життя в Україні у 2008—2009 роках становила 69,3 року, в тому числі у міських поселеннях — 70,0 року, у сільських — 67,8 року.

### Українською
- Атлас. 10-11 клас. Економічна і соціальна географія світу / упорядники :  О. Я. Скуратович, Н. І. Чанцева. — К. : ДНВП «Картографія», 2010. — ISBN 978-966-475-639-3.
- Дорошенко Л. С. Демографія: Навчальний посібник. — К. : МАУП, 2005. — 112 с. — ISBN 966-608-442-2.
- Крисаченко В. С. Динаміка населення: Популяційні, етнічні та глобальні виміри. — К. : Видавництво Національного інституту стратегічних досліджень, 2005. — 368 с. — ISBN 966-554-083-1.
- Економічна і соціальна географія країн світу. Навчальний посібник / За ред. Кузика С. П. — Л. : Світ, 2002. — 672 с. — ISBN 966-603-178-7.
- Стешенко В. С. Народжуваність в Україні в контексті суспільно-трансформаційних процесів. — К. : Інститут демографії та соціальних досліджень НАН України, 2007.

### Російською
- (рос.) Алфьоров М. А. Урбанізаційні процеси в Україні в 1945–1991 рр:. — Д. : Донецьке відділення НТШ, ТОВ «Східний видавничий дім», 2012. — 552 с.
- (рос.) Борисов В. А. Демография. — М. : NOTABENE, 2001. — ISBN 5-8188-0016-4.
- (рос.) Боярский А. Я. Продолжительность жизни // Демографический энциклопедический словарь / главн. ред. Валентей Д. И. — М. : Советская энциклопедия, 1985. — 608 с.
- (рос.) Боярский А. Я. Население и методы его изучения. — М., 1975.
- (рос.) Протасов Ю. М. Статистика: конспект лекций для студентов заочного отделения. — М. : Издательство «Флинта», 2012. — 152 с. — ISBN 5457370607.
- (рос.) Пиль Э. А. Теоретические и статистические варианты развития экономики и населения различных стран мира и их прогноз. Книга 1. — СПб. : Астерион, 2011. — ISBN 5457743438.
- (рос.) Ягельский А. География населения. — М. : Прогресс, 1980. — 383 с.